# サン・ピエトロ・ムッソリーノ
サン・ピエトロ・ムッソリーノ（伊: San Pietro Mussolino）は、イタリア共和国ヴェネト州ヴィチェンツァ県にある、人口約1,600人の基礎自治体（コムーネ）。

## 地理

### 位置・広がり

#### 隣接コムーネ
隣接するコムーネは以下の通り。括弧内のVRはヴェローナ県所属を示す。
- アルティッシモ
- キャンポ
- ノガローレ・ヴィチェンティーノ
- ヴェステナノーヴァ (VR)

### 気候分類・地震分類
気候分類では、zona E, 2683 GGに分類される。
また、イタリアの地震リスク階級 (it) では、zona 2 (sismicità media) に分類される。

## 行政

### 分離集落
サン・ピエトロ・ムッソリーノには、以下の分離集落（フラツィオーネ）がある。
- Mussolino, San Pietro Vecchio, Cappello, Castello